# 小姓沟
小姓沟，是中国长江流域的一条河流，汇入岷江上游，属于岷江水系。河长110千米，流域面积1702平方千米，年均流量19立方米每秒。自然落差1275米。水能理论蕴藏量12万千瓦。